# Hôtel des ducs de Bourgogne de Beaune
L'hôtel des ducs de Bourgogne de Beaune  est un palais du XIVe siècle qui héberge  le musée du Vin de Bourgogne, musée de la vigne et du vin des vins de Bourgogne, créé en 1938 à Beaune en Côte-d'Or en Bourgogne-Franche-Comté.
Le palais est classé aux monuments historiques depuis le 5 avril 1924 et le musée est labellisé « Musée de France ».

## Historique

### Hôtel des ducs de Bourgogne
Au XIVe siècle un vaste palais en partie intégré au castrum de Beaune — dont il ne reste à ce jour que ces bâtiments à colombages — est construit entre la rue d’Enfer et la rue Paradis pour les ducs de Bourgogne, proche de la collégiale Notre-Dame de Beaune (XIIe siècle) et des Hospices de Beaune (XVe siècle). 

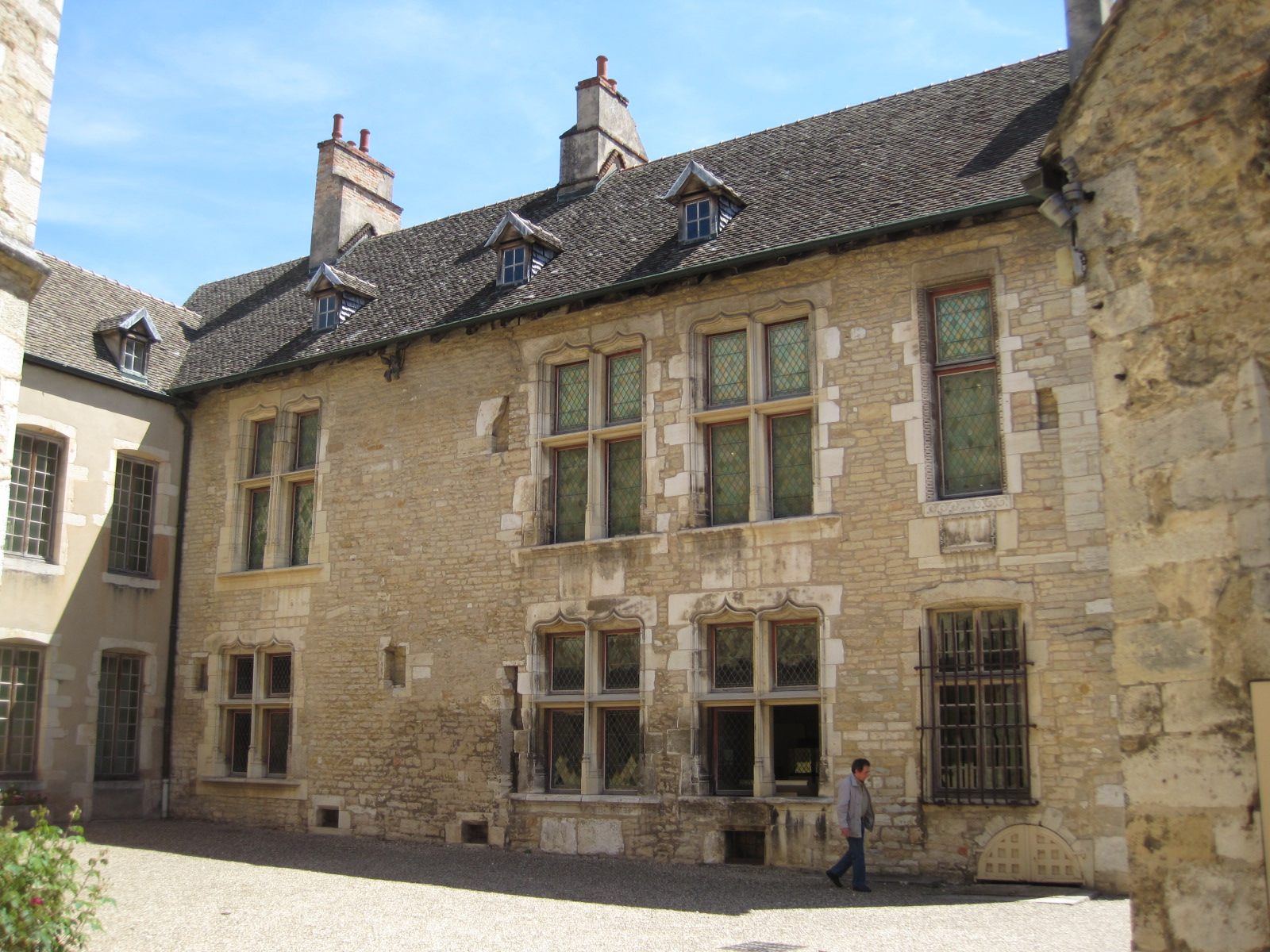
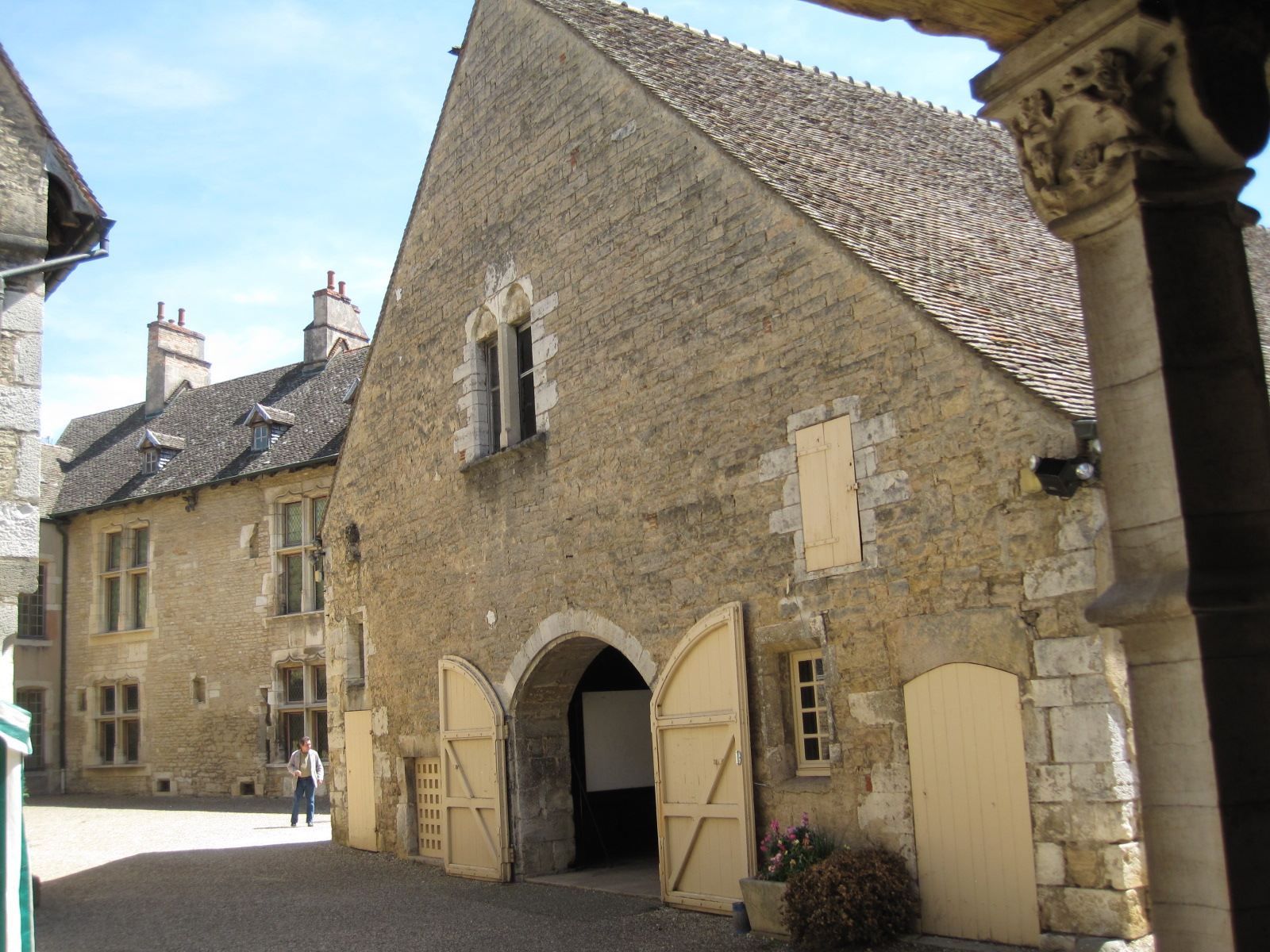

En 1354, le duc Philippe II de Bourgogne y installe entre autres le siège initial du Parlement de Bourgogne, Beaune étant alors capitale judiciaire du duché de Bourgogne / État bourguignon. 

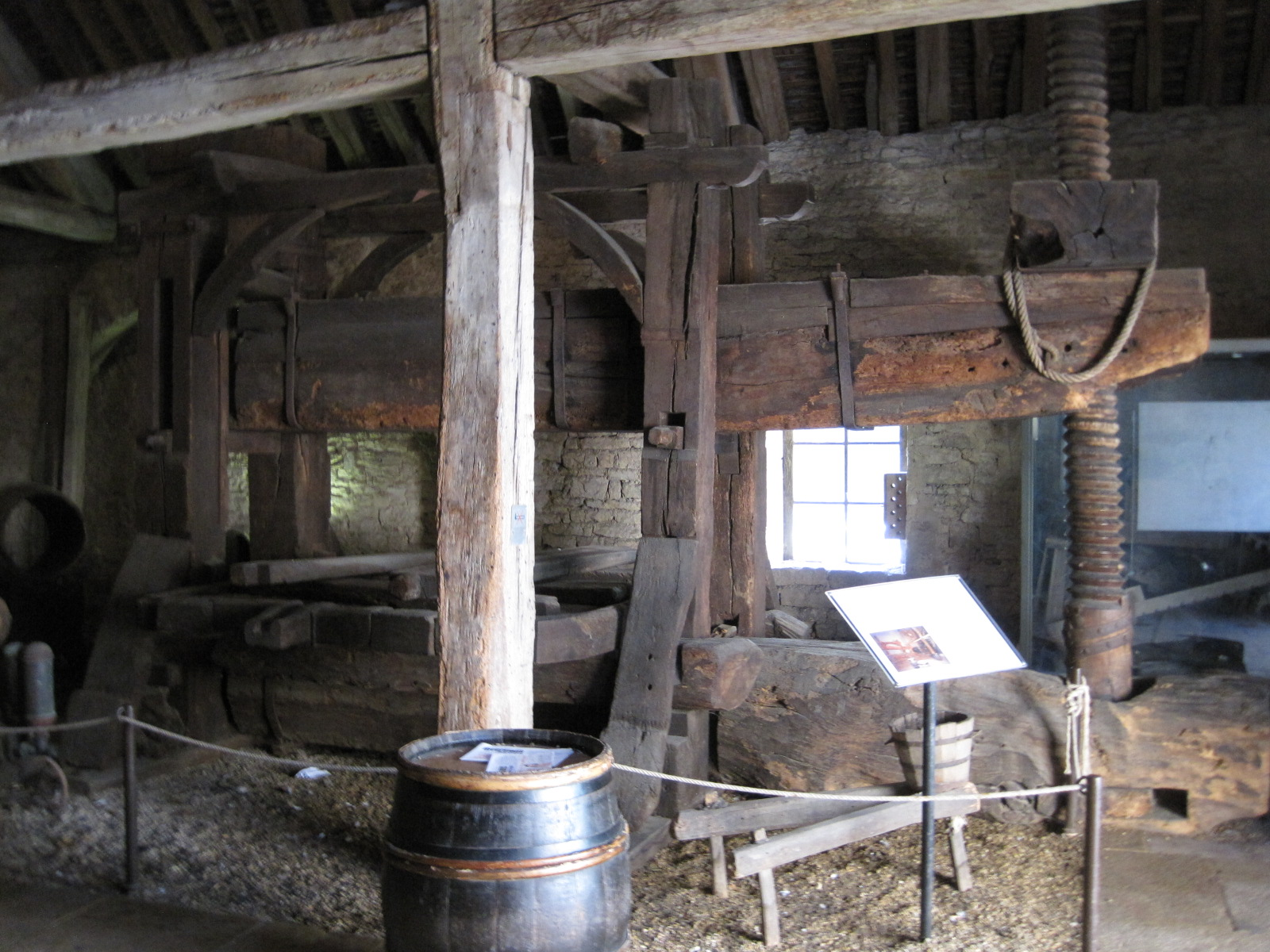
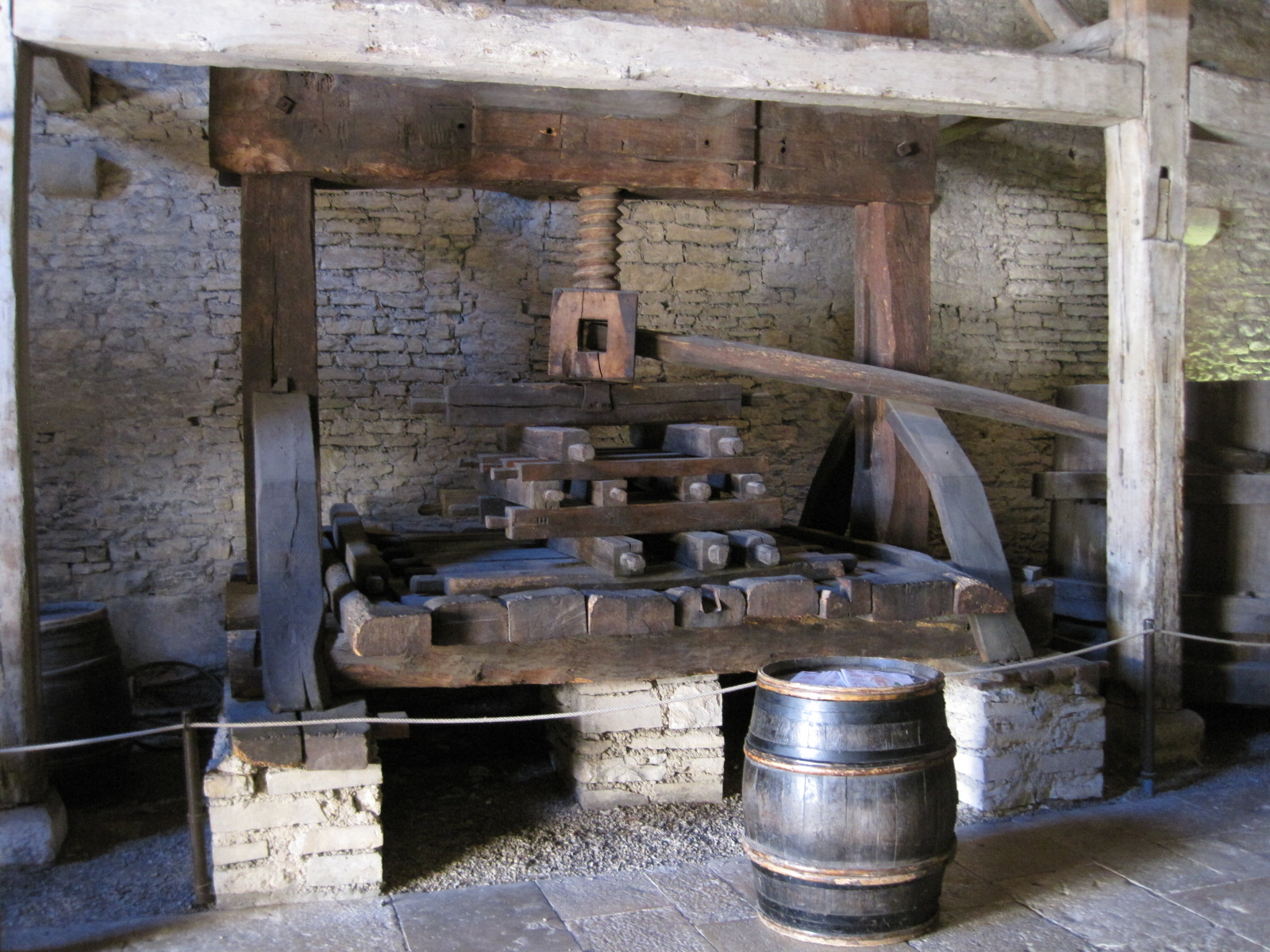

En 1478, après le rattachement d'une partie de l'État bourguignon au royaume de France par le roi Louis XI de France, l’hôtel des ducs devient « Logis du Roi » et le Parlement de Bourgogne est transféré à Dijon.
En 1566, l’hôtel est vendu à des particuliers. La dernière propriétaire, mademoiselle Develle, lègue ses biens à l’Académie française qui en fait don à la Ville de Beaune en 1919.

### Musée du Vin de Bourgogne

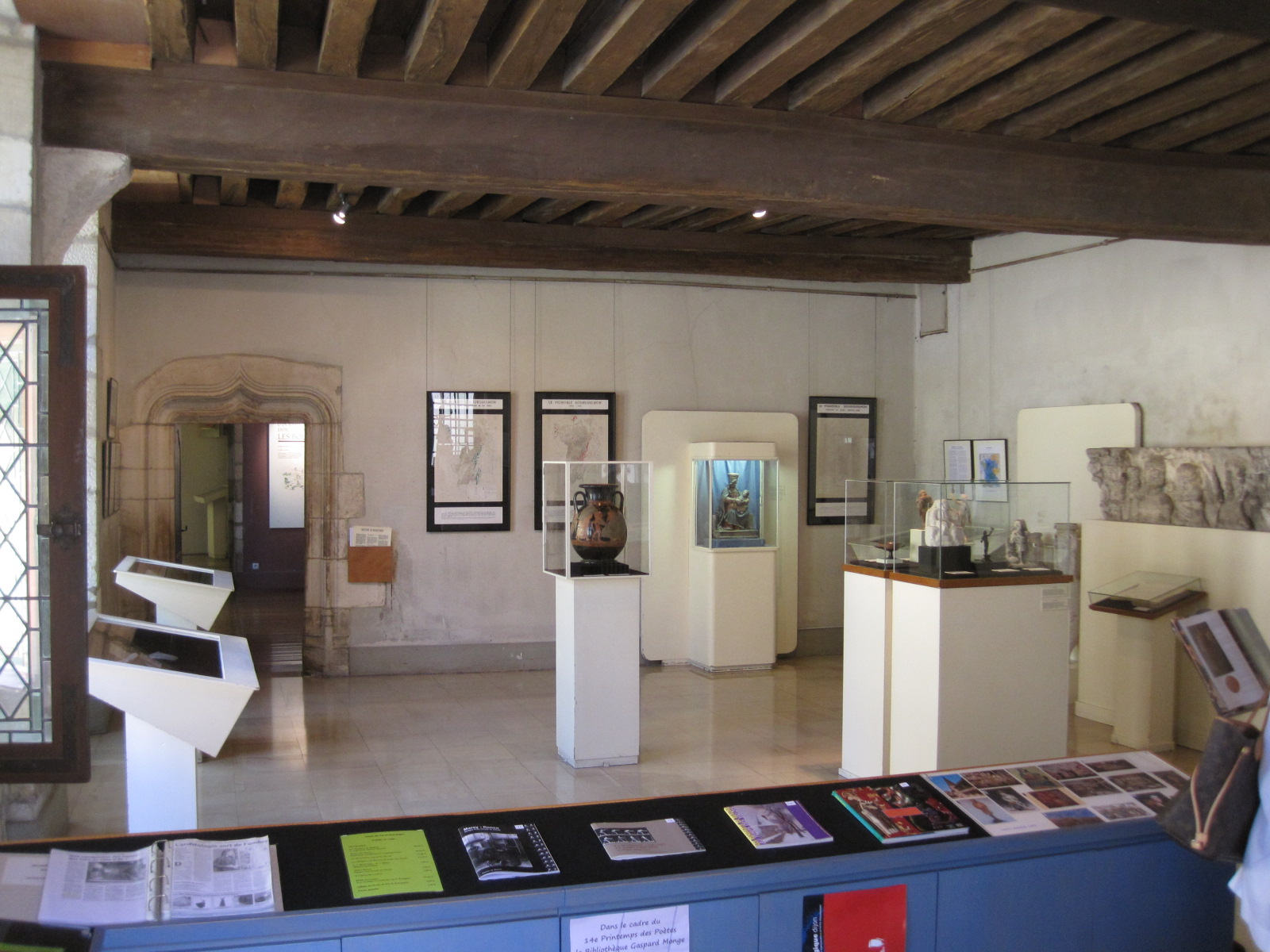
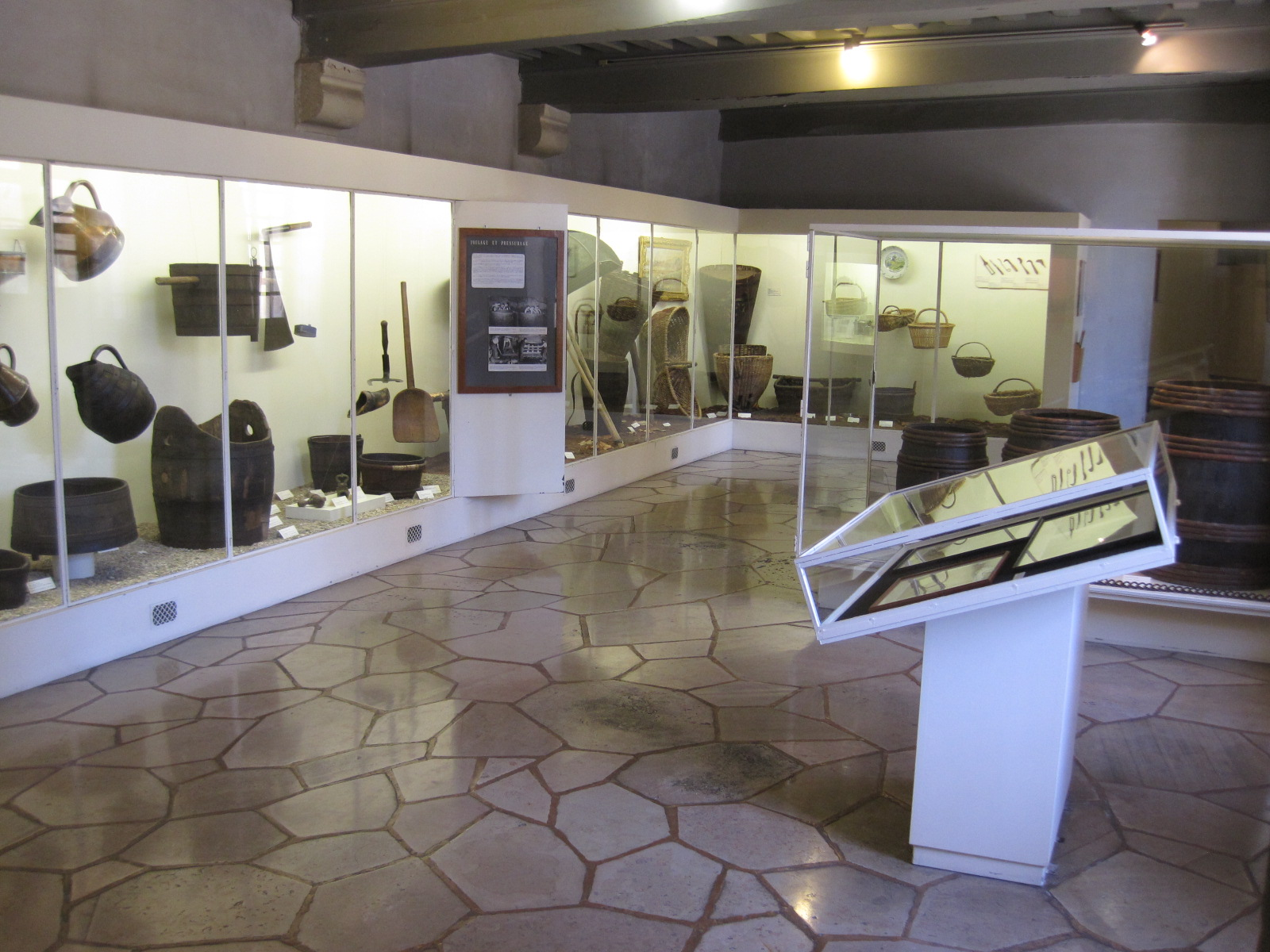

À partir des années 1910, un projet de musée viticole et vinicole voit le jour. En 1938, le musée du Vin de Bourgogne — premier écomusée en France — est créé à Beaune dans l'ancien beffroi (tour de l'horloge de Beaune) par le viticulteur, maire de Beaune et sénateur de la Côte-d'Or Roger Duchet. À partir de 1946, le muséologue Georges Rivière et l'ethnologue André Lagrange prennent part au projet. Le musée est transféré la même année par ces derniers dans l'ancien hôtel des ducs de Bourgogne de Beaune.
Le musée retrace vingt siècles d'histoire du vignoble de Bourgogne, de l'époque antique grecque et gallo-romaine aux années 1920, travail du vigneron et du tonnelier, ethnologie, technique et industrie, arts et traditions viticoles.
Sont exposés des objets, documents, outillages, estampes, affiches, peintures, photographies, arts bachiques (Dionysos, Bacchus…), céramiques, habitat, cuverie (avec charpente du XVIe siècle), anciens pressoirs à vin (XVIe au XIXe siècle), mobiliers, orfèvrerie, costumes, verrerie, bouteilles de vin de Bourgogne, amphores, tastevins, faïences, tapisseries d'Aubusson (liées au vin et à la vigne de Jean Lurçat et Michel Tourlière)…

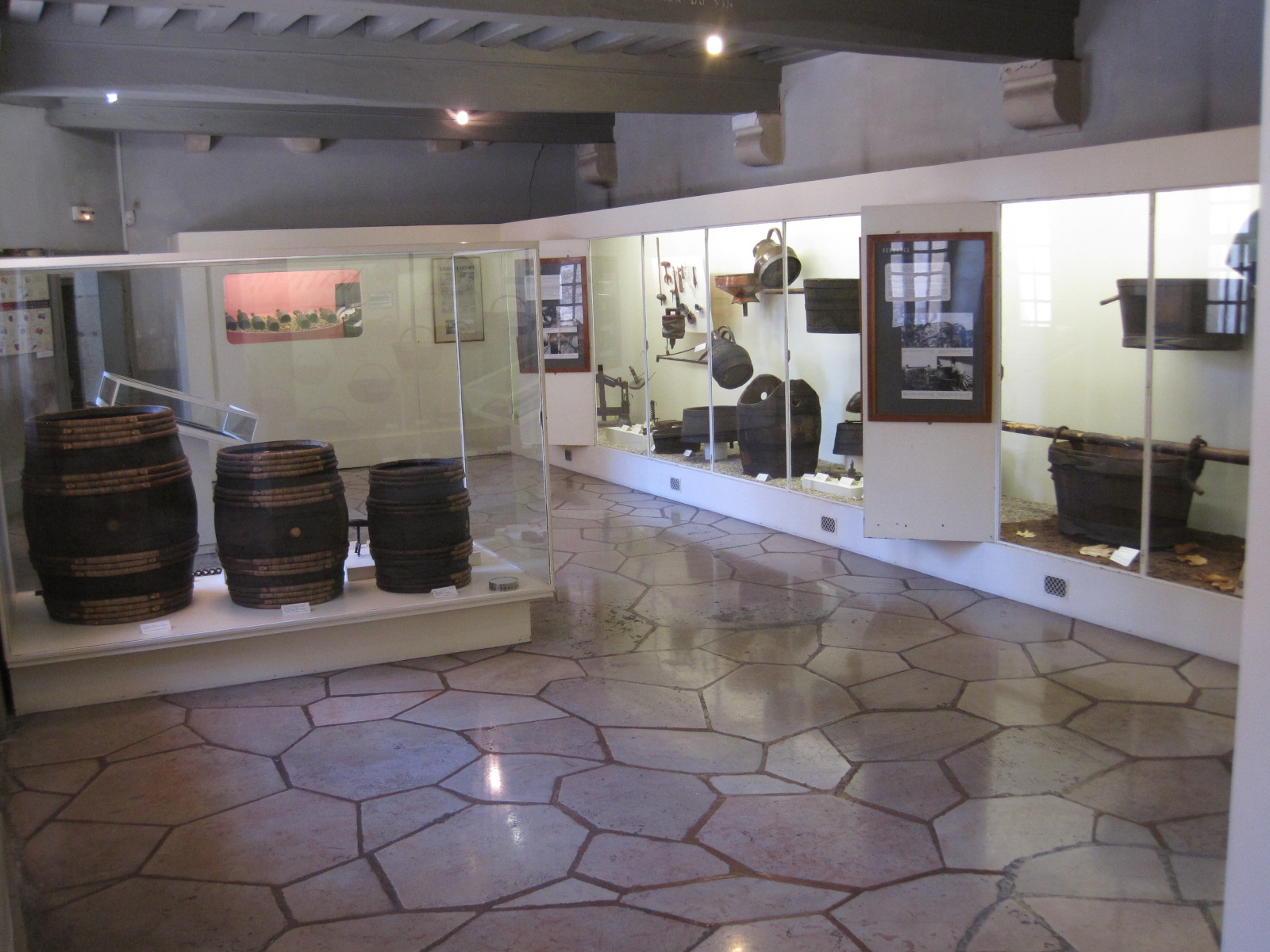
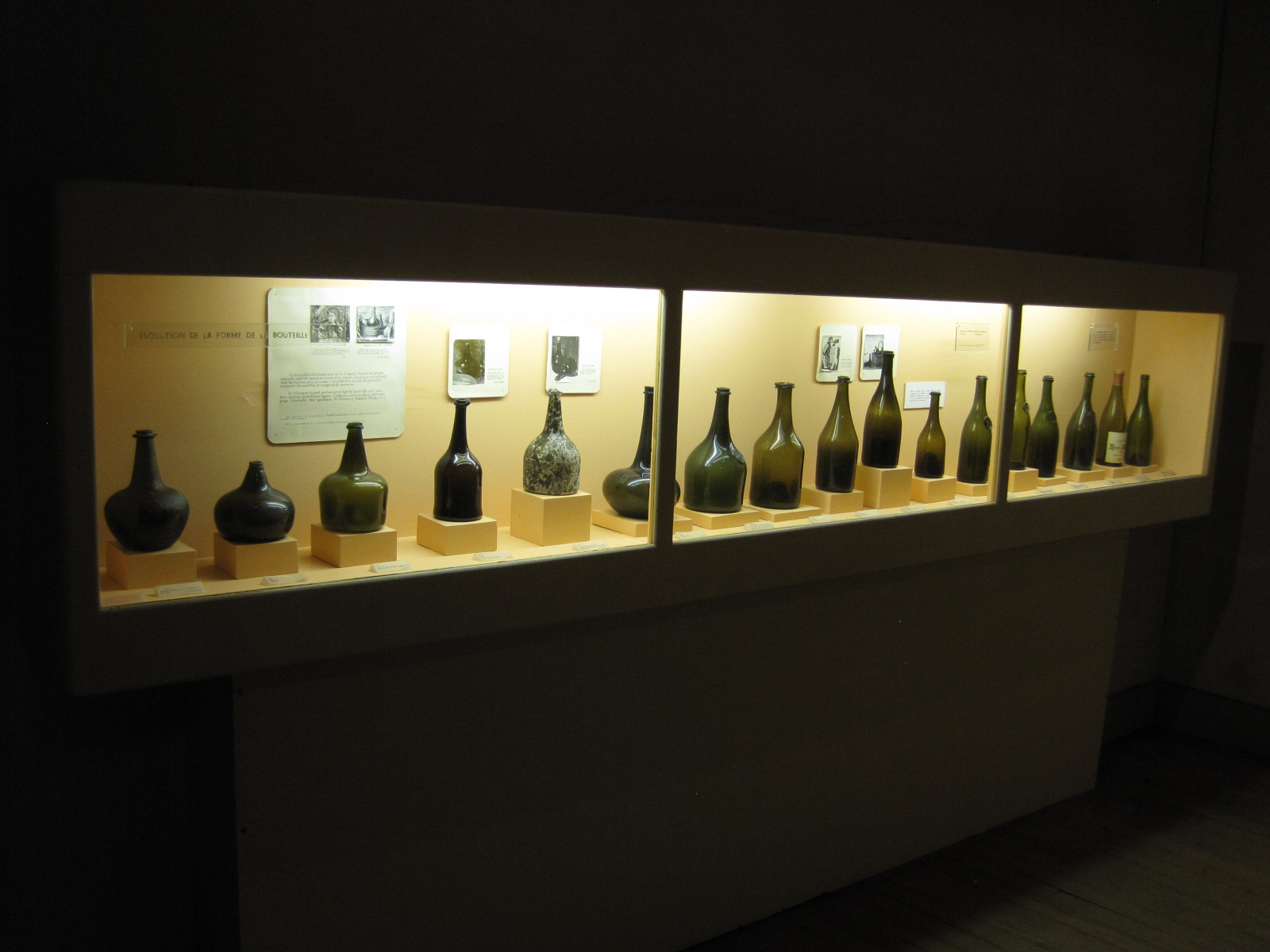
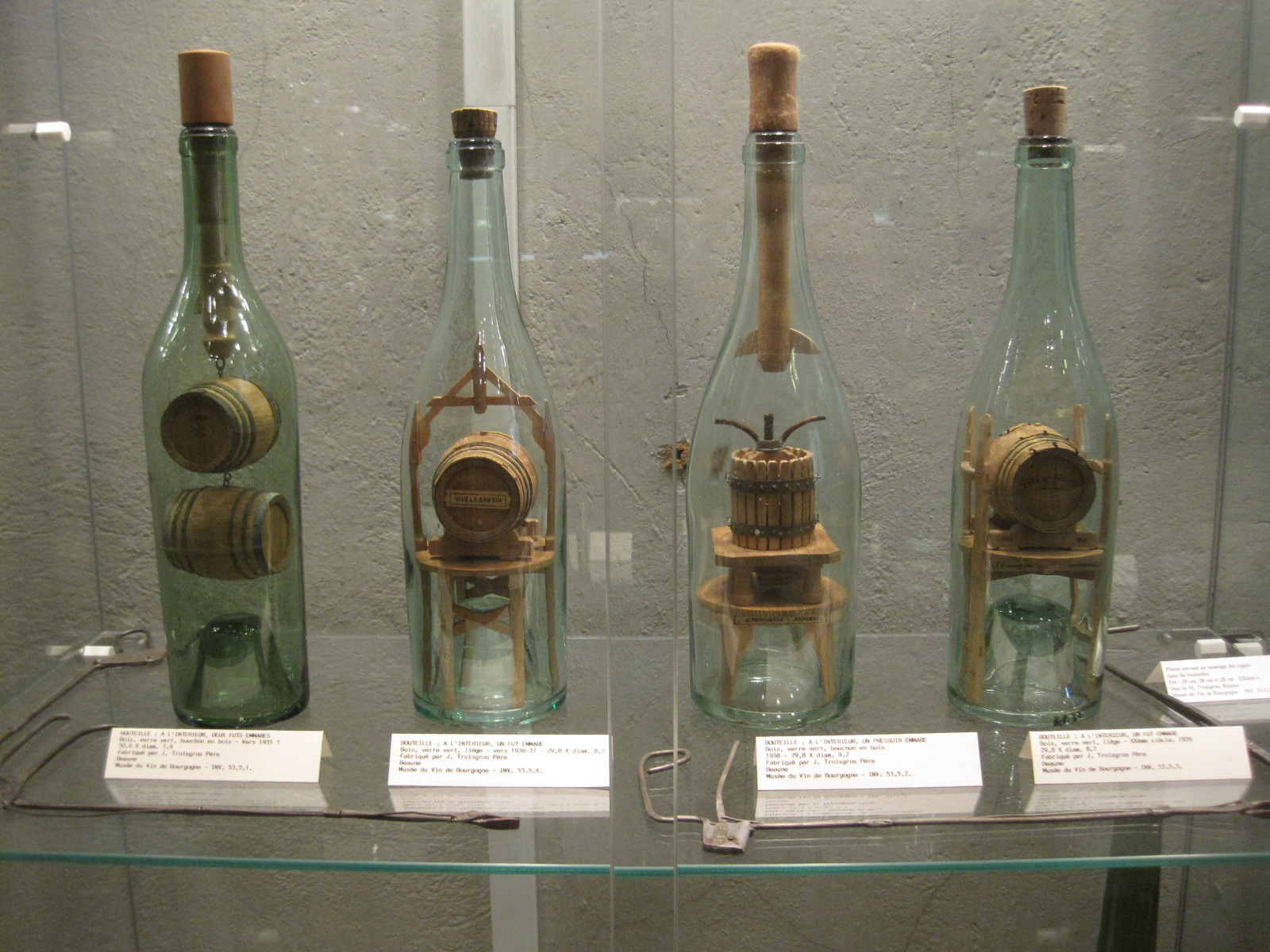
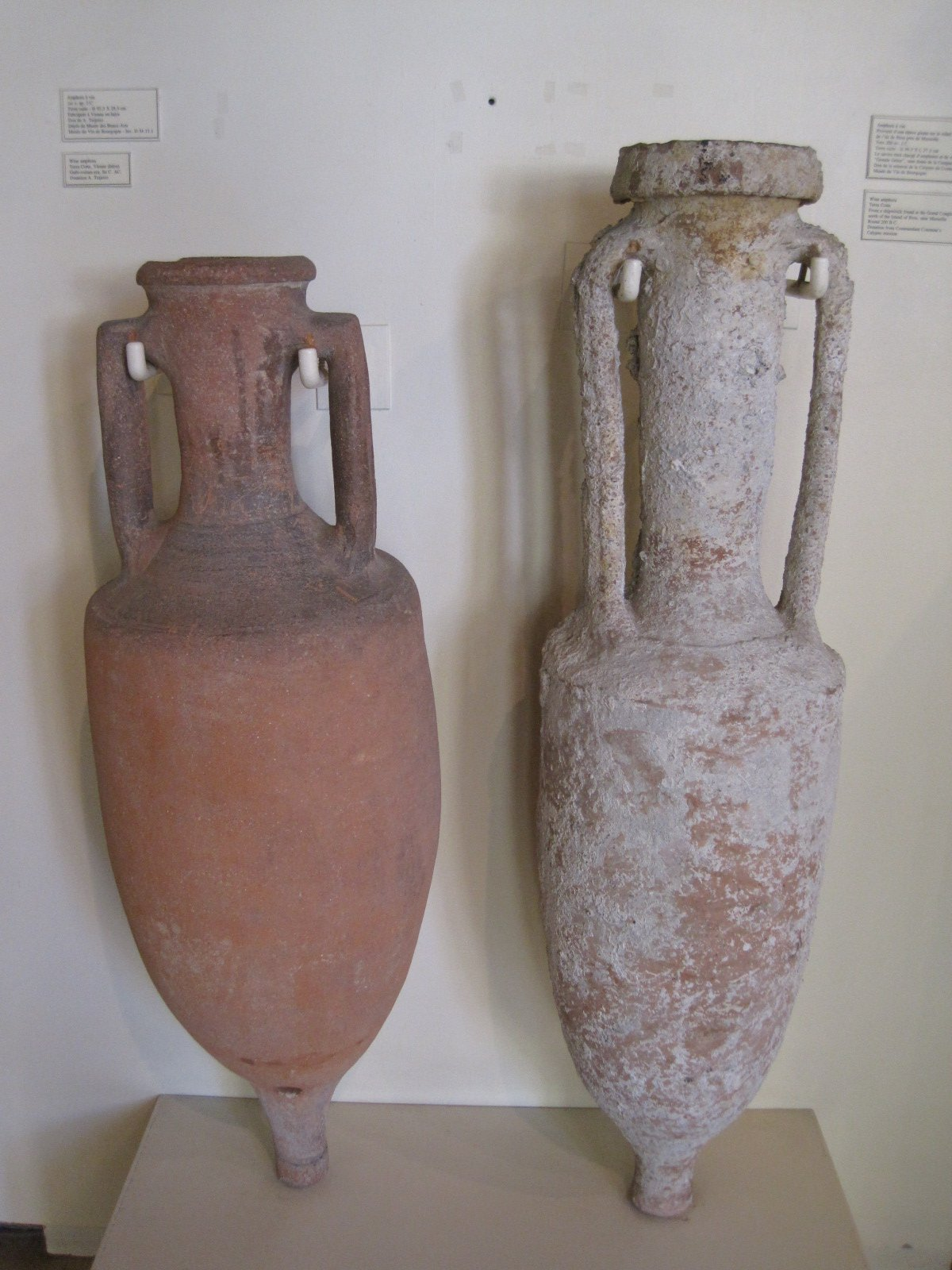
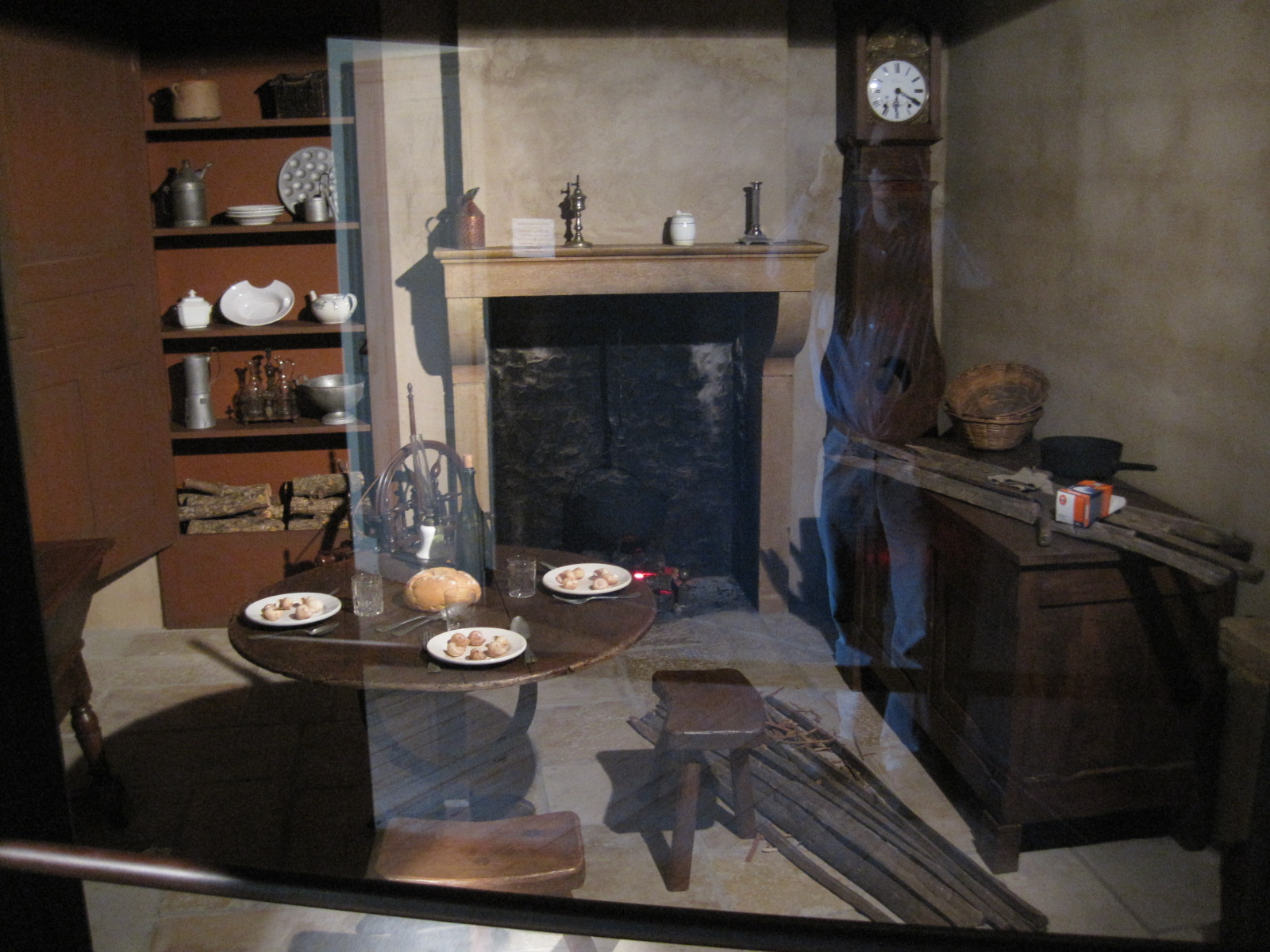
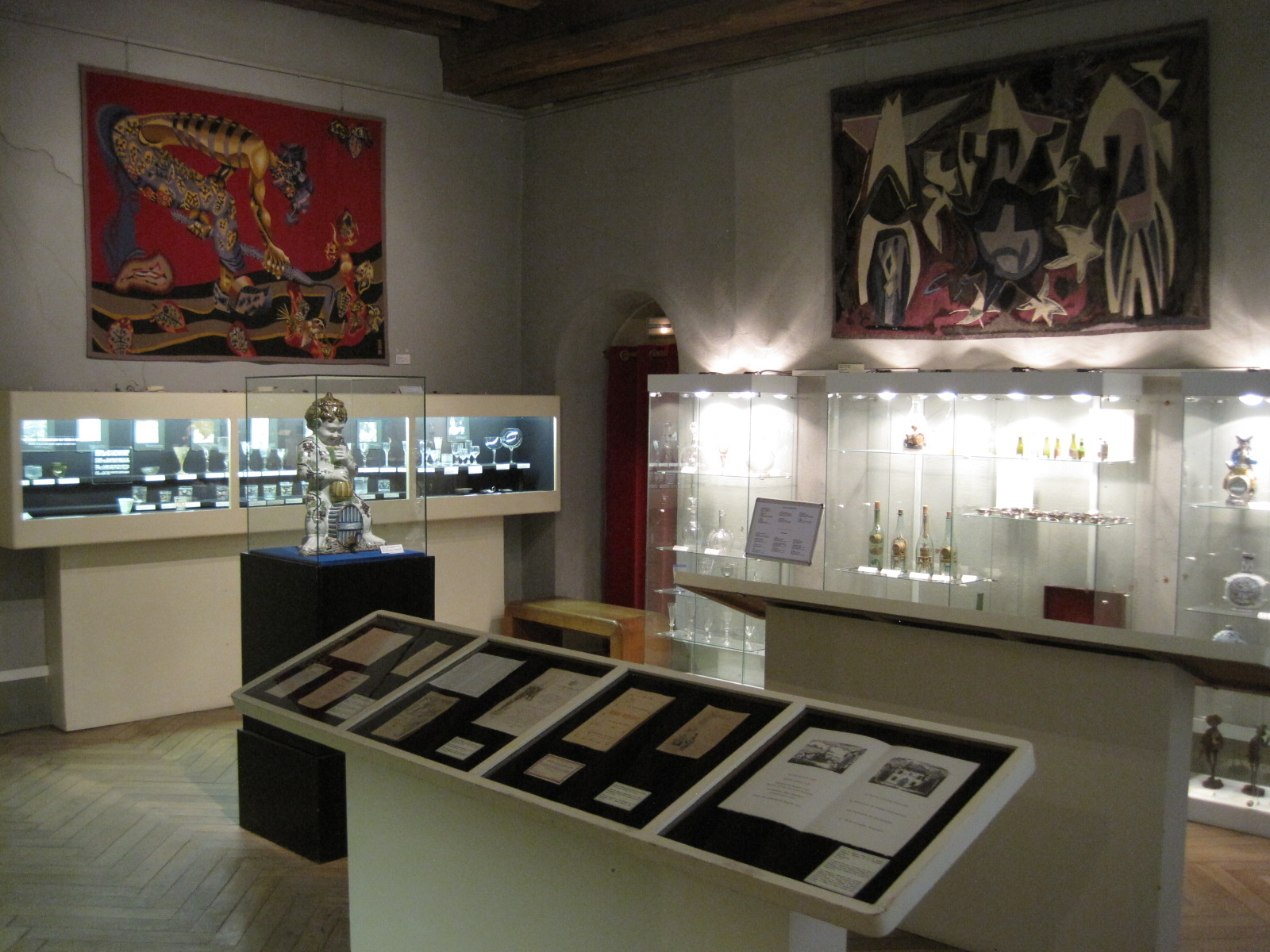
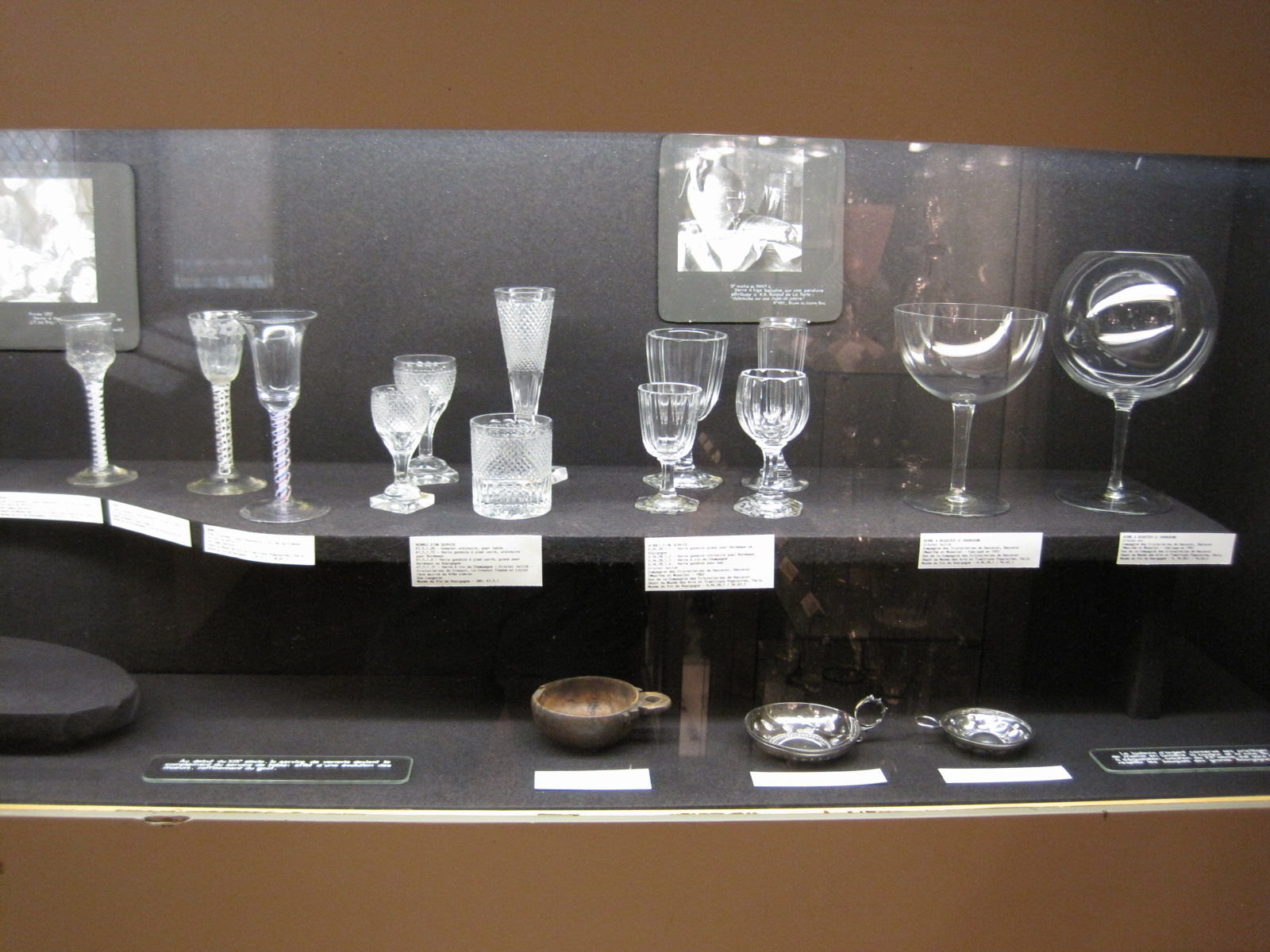
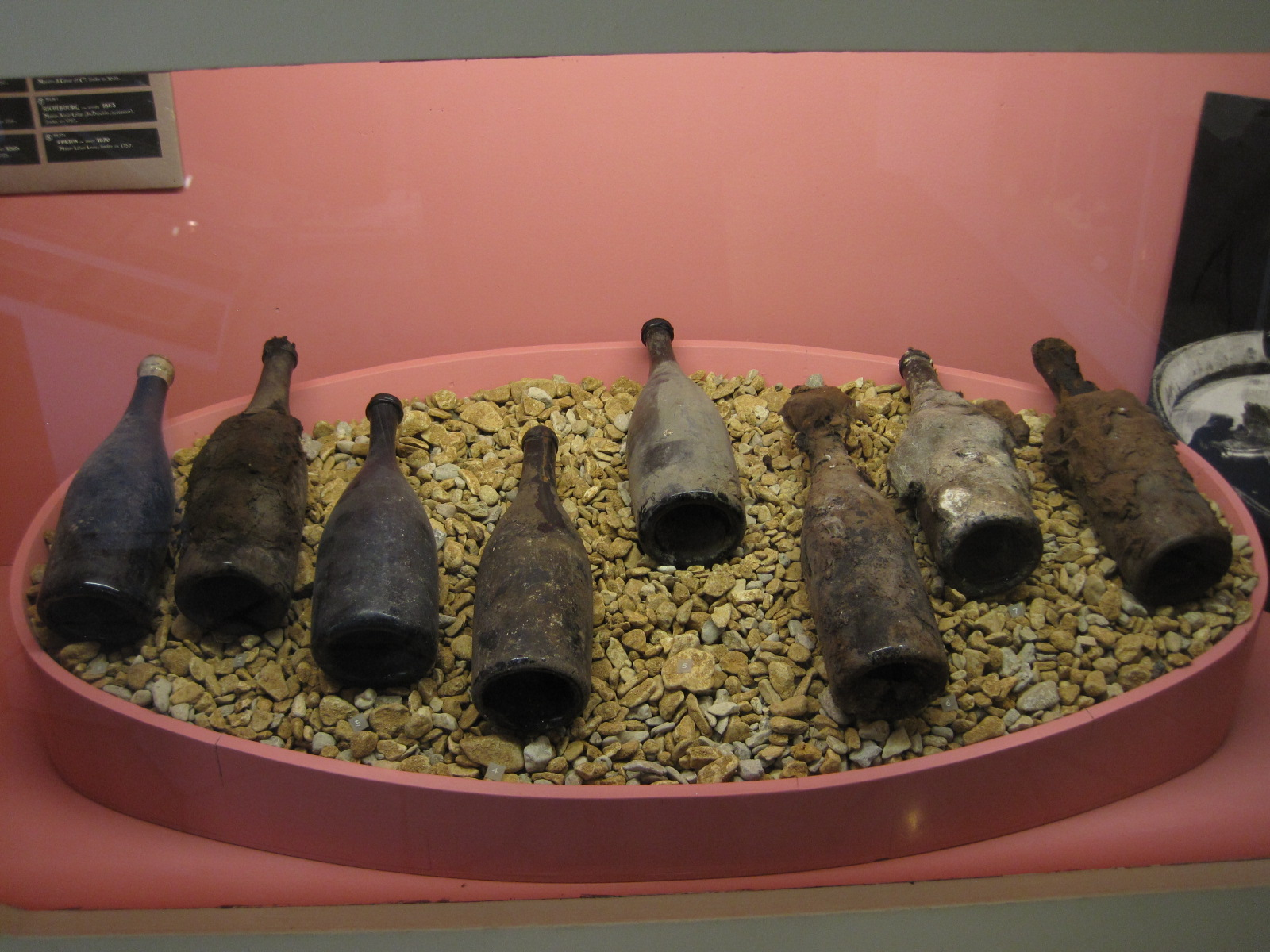